# 全成培
全 成培（朝鮮語: 전성배、チョン・ソンベ）は、大韓民国の宗教家、日光曹渓宗（朝鮮語: 일광조계종）僧侶。乾真法師（朝鮮語: 건진법사、コンジンポプサ、コンジンほうし）の通称で巫俗人として活動する。
政治家尹錫悦と妻金建希とは、尹の大統領就任前から親交があった。2024年12月17日、政治資金法違反容疑で検察当局に逮捕された。